# Гонстад, Юлиан
Юлиан Баккели Гонстад (норв. Julian Bakkeli Gonstad; род. 29 июня 2006) — норвежский футболист, вингер клуба «Хам-Кам».

## Клубная карьера
Гонстад — воспитанник клуба «Хам-Кам». 20 августа 2023 года в матче против «Русенборга» он дебютировал в Типпелиге.

## Международная карьера
В 2024 году в составе юношеской сборной Норвегии Гонстад принял участие в юношеском чемпионате Европы в Северной Ирландии. На турнире он сыграл в матчах против сборных Украины и Турции.